# El Bouihi
El Bouihi (em árabe: البويھي) é uma cidade e comuna localizada na província de Tremecém, no noroeste da Argélia. Em 2008, sua população era de 8 705 habitantes.